# Dự án Manhattan
Dự án Manhattan (tiếng Anh: Manhattan Project) là một dự án nghiên cứu và phát triển bom nguyên tử đầu tiên trong Thế chiến II, chủ yếu do Hoa Kỳ thực hiện với sự giúp đỡ của Anh và Canada. Từ năm 1942 đến năm 1946, một lực lượng thuộc Công binh Lục quân Hoa Kỳ dưới quyền Thiếu tướng Leslie Groves tham gia vào dự án được tổ chức thành Khu vực Manhattan; tên "Manhattan" dần trở thành mật danh chính thức thay cho Phát triển Vật liệu Thay thế để chỉ toàn bộ dự án. Dự án cũng từng bước thu nhận một dự án nhỏ hơn, sớm hơn của người Anh mang tên Tube Alloys. Dự án Manhattan khởi đầu khá khiêm tốn vào năm 1939, nhưng lớn lên tới mức sử dụng nhân lực hơn 130 nghìn người và tiêu tốn gần 2 tỉ USD (tương đương 22 tỷ USD năm 2022). Trên 90% chi phí là nhằm để xây dựng các nhà máy và sản xuất vật liệu phân hạch, chỉ có gần 10% là dành cho phát triển và chế tạo vũ khí. Việc nghiên cứu và chế tạo diễn ra tại hơn 30 vị trí trên khắp Hoa Kỳ, Anh và Canada.
Hai loại vũ khí nguyên tử được phát triển trong thời chiến. Một loại vũ khí phân hạch kiểu súng tương đối đơn giản được chế tạo sử dụng urani-235, một đồng vị chiếm khoảng 0,7% urani tự nhiên. Vì nó giống hệt về mặt hóa học và có khối lượng xấp xỉ bằng đồng vị phổ biến urani-238, rất khó để có thể phân tách chúng. Người ta đã sử dụng ba phương pháp sử dụng để làm giàu urani: khuếch tán điện từ, khuếch tán khí và khuếch tán nhiệt. Hầu hết công trình này được tiến hành ở Oak Ridge, Tennessee. Song song với nghiên cứu sản xuất urani là một nỗ lực chế tạo plutoni tiến hành tại Oak Ridge và Handford, Washington. Trong các lò phản ứng, urani hấp thu bức xạ và biến đổi thành plutoni. Plutoni sau đó được phân tách hóa học khỏi urani. Thiết kế kiểu súng tỏ ra không thực tiễn để sử dụng với plutoni nên một vũ khí nổ sập được phát triển trong một nỗ lực thiết kế và xây dựng phối hợp chặt chẽ tại phòng thí nghiệm nghiên cứu và thiết kế chính của dự án ở Los Alamos, Mexico.
Dự án cũng liên quan tới việc thu thập tin tình báo về Dự án năng lượng hạt nhân Đức. Thông qua Chiến dịch Alsos, các thành viên của dự án Manhattan hoạt động ở châu Âu, đôi khi trong lãnh thổ kẻ thù, để thu thập các vật liệu và tài liệu hạt nhân và chiêu mộ các nhà khoa học Đức. Dù được tiến hành dưới vỏ bọc an ninh chắc chắn, nhưng các điệp viên nguyên tử Liên Xô vẫn thâm nhập thành công vào chương trình.
Thiết bị hạt nhân đầu tiên được kích hoạt là một quả bom nổ sập trong Vụ thử Trinity, thực hiện ở Bãi thử vũ khí Alamogordo ở New Mexico ngày 16 tháng 7 năm 1945. Little Boy, một vũ khí dạng súng, và Fat Man dạng nổ sập lần lượt được sử dụng trong các vụ ném bom nguyên tử xuống Hiroshima và Nagasaki. Trong những năm đầu hậu chiến, Dự án Manhattan tiến hành các vụ thử vũ khí ở Đảo san hô vòng Bikini như một phần của Chiến dịch Crossroads, phát triển các vũ khí mới, khuyến khích sự hình thành mạng lưới các phòng thí nghiệm quốc gia Hoa Kỳ, hỗ trợ các nghiên cứu y tế trong khoa chiếu xạ và thành lập hải quân hạt nhân. Dự án duy trì sự kiểm soát đối với việc nghiên cứu và chế tạo vũ khí hạt nhân cho tới khi Ủy ban Năng lượng nguyên tử Hoa Kỳ được thành lập tháng 1 năm 1947.

### Quan niệm thiết kế bom

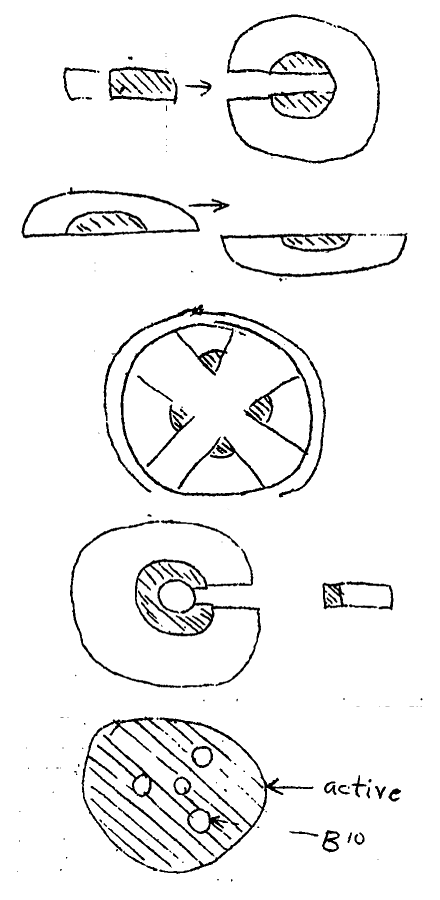
Các phương pháp lắp ráp bom phân hạch khác nhau được khám phá trong hội nghị tháng 7 năm 1942. Bản vẽ của Robert Serber.

### Khu vực Manhattan

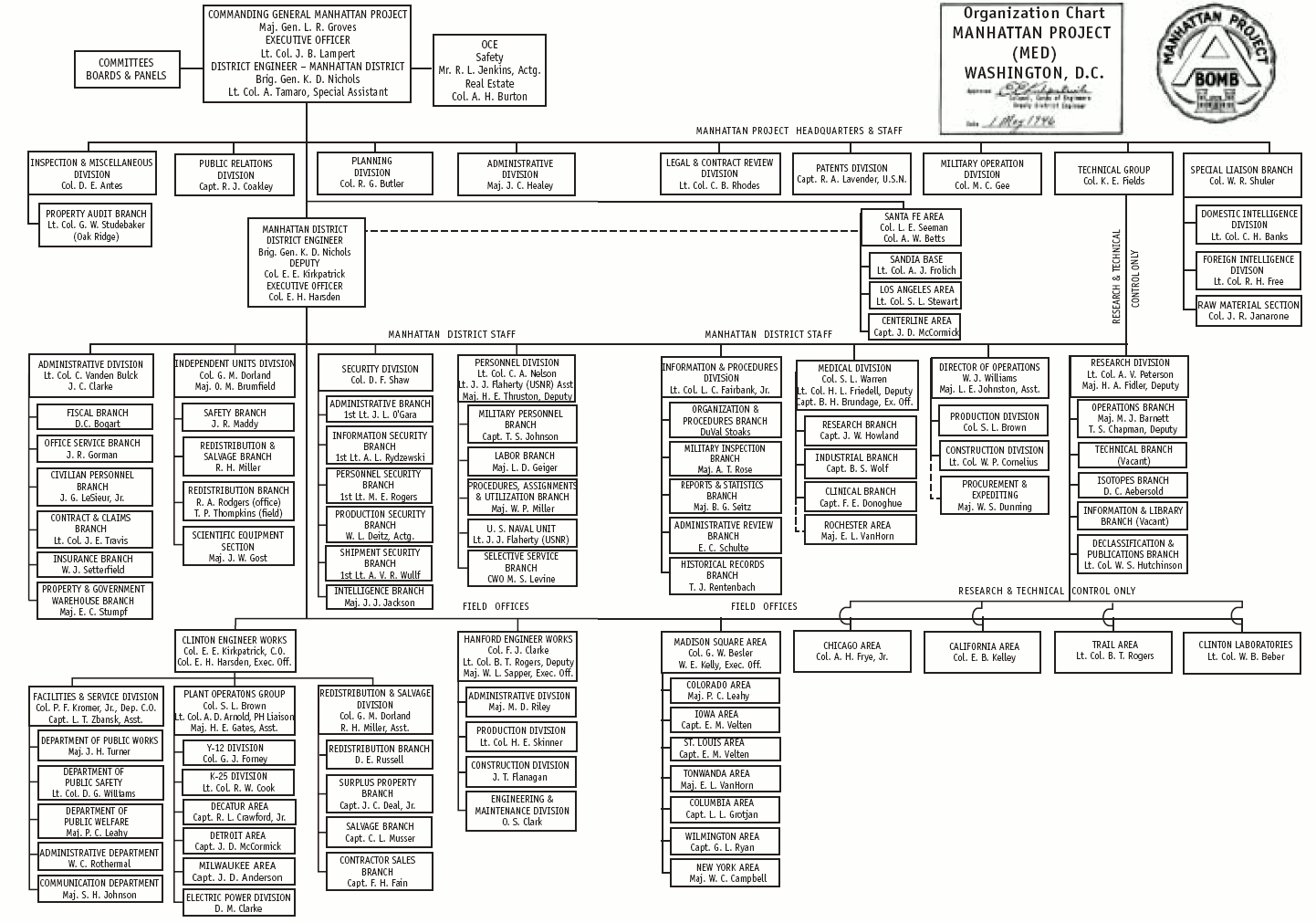
Sơ đồ Tổ chức Dự án Manhattan, 1 tháng 5 năm 1946

### Ủy ban Chính sách Quân sự

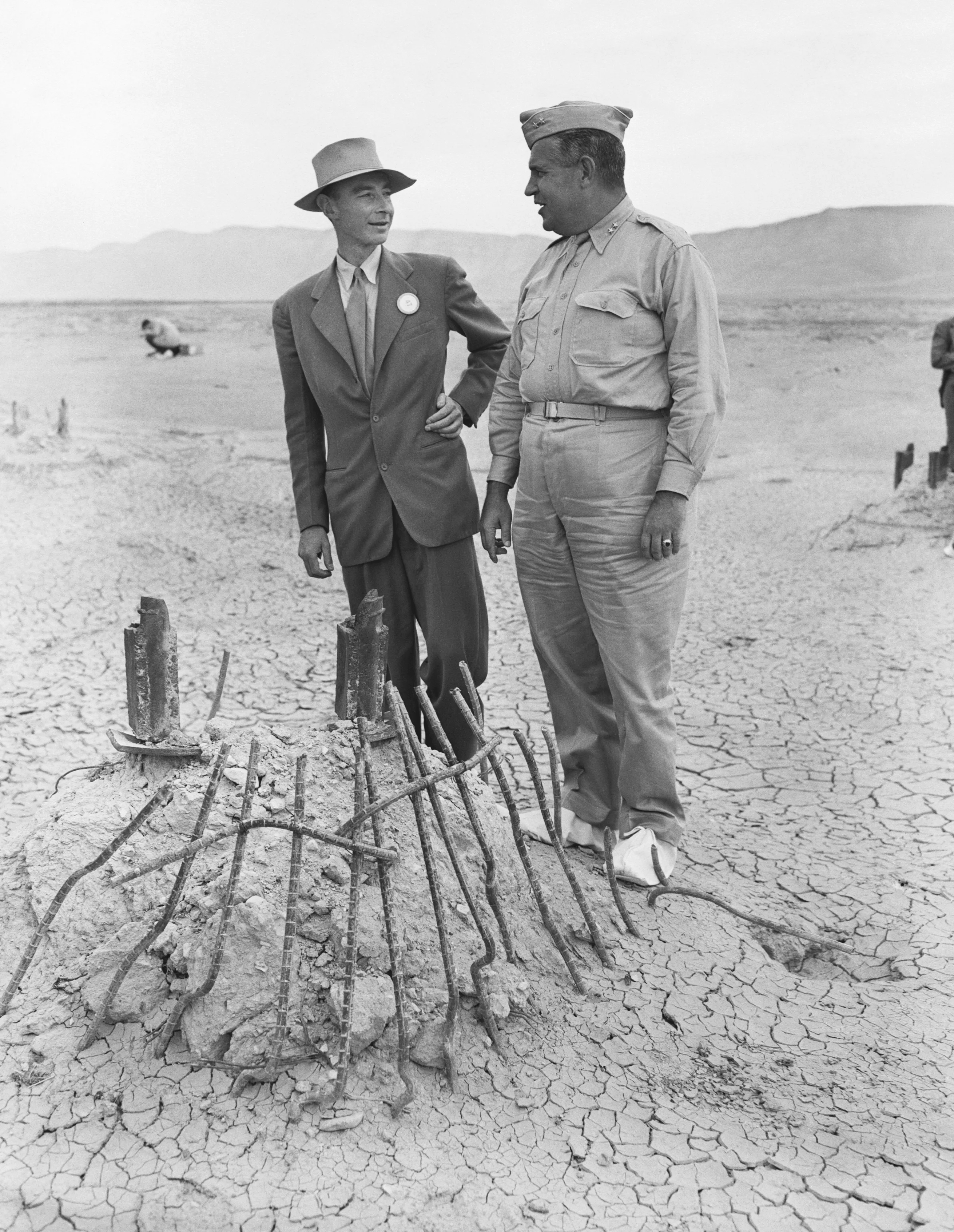
J. Robert Oppenheimer và Leslie Groves thăm tàn tích Vụ thử Trinity vào tháng 9 năm 1945. Những chiếc giày bao màu trắng ngăn cản họ đeo là để tránh chất phóng xạ dính vào giày của họ.

### Hợp tác với nước Anh

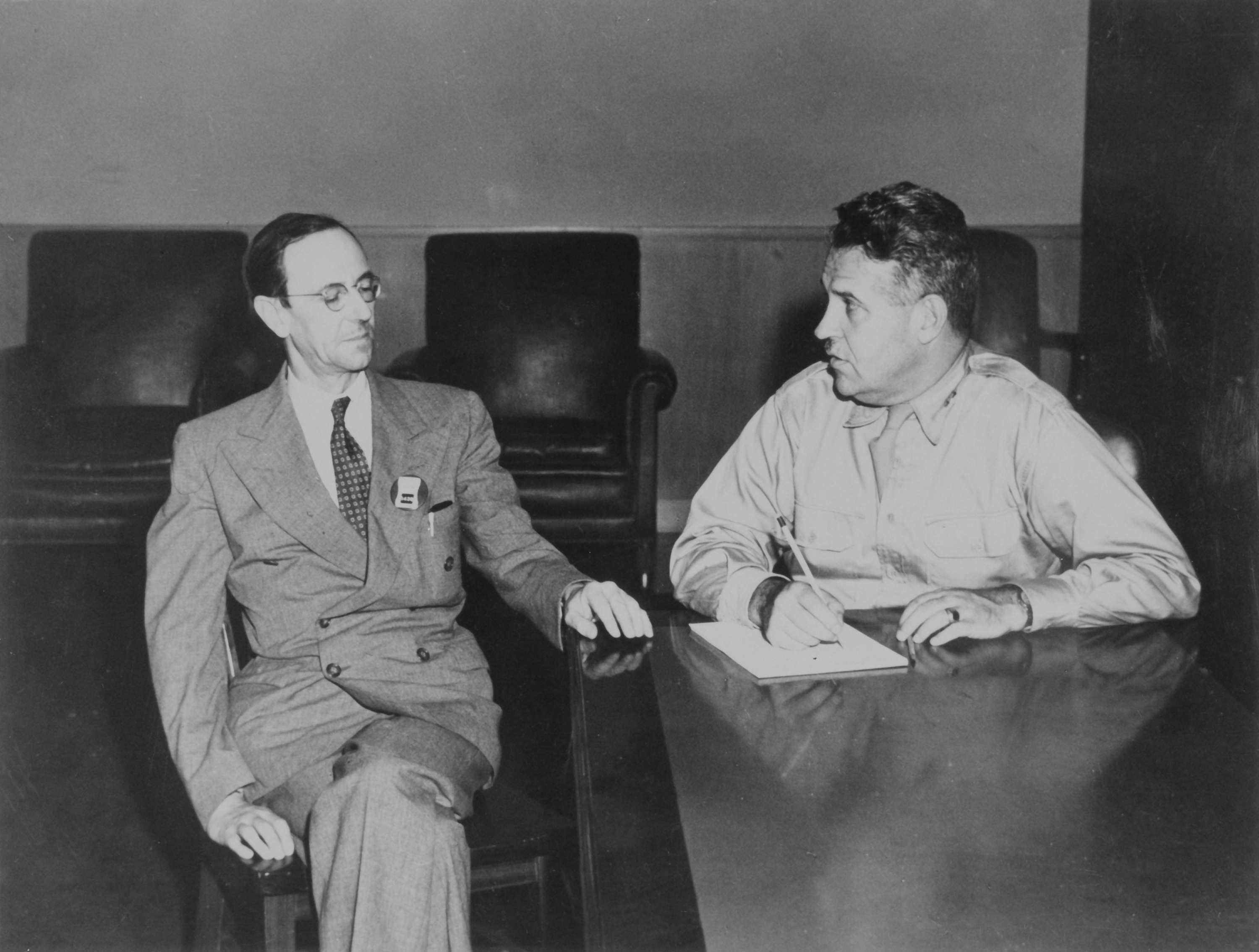
Groves hội đàm với James Chadwick, người đứng đầu Phái đoàn Anh

### Oak Ridge

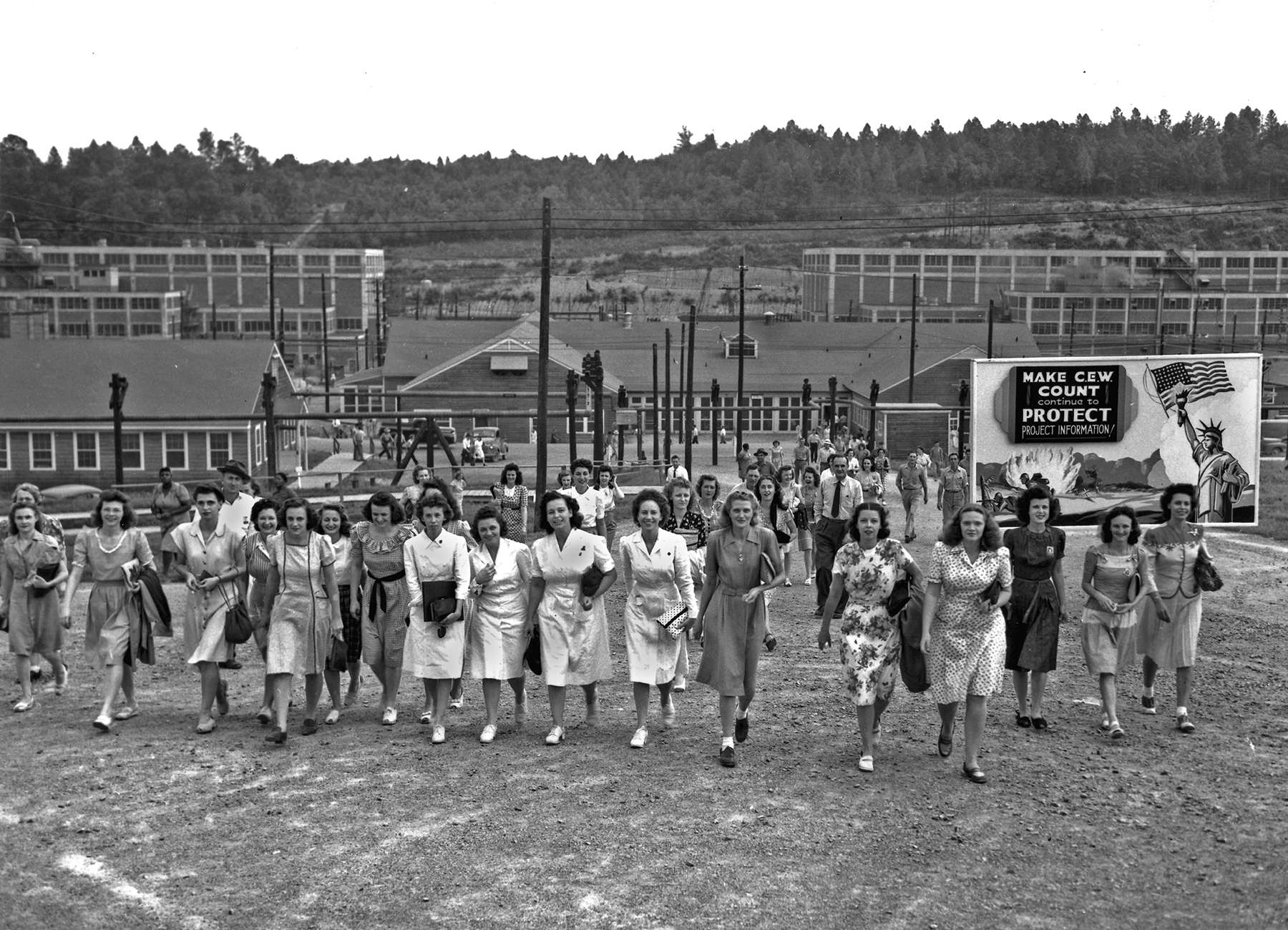
Tan ca tại cơ sở làm giàu urani Y-12 ở Oak Ridge. Tính tới tháng 5 năm 1945, đã có khoảng 82 nghìn người làm việc ở Công trường Clinton.